# Safareigs de Porrera
Els Safareigs de Porrera són una obra del municipi de Porrera (Priorat) inclosa en l'Inventari del Patrimoni Arquitectònic de Catalunya.

## Descripció
Es tracta d'un edifici de planta rectangular, bastit d'obra i maçoneria arrebossada i pintada i d'una sola planta, amb coberta de fibrociment a dos vessants. Interiorment es disposa en una nau, oberta pel costat de migdia, on disposa de reixes de ferro forjat. A l'interior hi ha quatre safareigs de mides desiguals bastits de ciment dels que dos són en ús. Aquests safareigs es troben al costat del riu, a la sortida del poble. Es van construir a principis de segle i encara són utilitzats. Queden tancats amb unes reixes

## Història
Malgrat no ser datada, la construcció pot situar-se a les darreries del s. XIX i és d'una certa qualitat formal, atesa la tònica imperant a la comarca. Amb tota seguretat es modificà la coberta, que inicialment seria de teula. Malgrat que no sembla massa utilitzat, s'ha mantingut en bon estat.